# アンドレ・オーイェル
アンドレ・アントニウス・マリア・オーイェル（André Antonius Maria Ooijer, 1974年7月11日 - ）は、オランダ・アムステルダム出身の元サッカー選手。元オランダ代表。現役時代のポジションはセンターバック及び右サイドバック。アヤックス・アムステルダム所属時に2012年5月6日のフィテッセ戦が現役最後の試合だった。

## クラブ経歴

### 初期
アムステルダムに生まれたオーイェルは、5歳の時にアマチュアのSDW、12歳の時に同じくアマチュアのSDZに入団。1986-87シーズンに地元のアヤックス・アムステルダムの下部組織と契約し、最終的にリザーブチームまで昇格した。
アヤックスではトップチーム昇格を果たせず、FCフォレンダムへの期限付き移籍を経て、1995-96シーズンに完全移籍でローダJCと契約した。この時期は、センダーバックのみにとどまらず守備的ミッドフィルダーや右サイドバックでも起用された。ローダでの印象的なプレイから1996-97シーズン中にPSVアイントホーフェンへ参加することとなった。

### PSV
1997-98シーズン冬に移籍金45万ユーロでPSVと契約したオーイェルは、右サイドバックを務めていたヴァンペッタがブラジルへ帰国したこともあり、加入後程なくして1998年2月11日のFCユトレヒト戦で初出場を飾ることになると、さらに得点を挙げた。シーズン残りを中心選手として過ごし12試合2得点を記録した。その後のシーズンでエールディヴィジ5回、KNVBカップ2回、ヨハン・クライフ・スハール3回と数々のタイトルを獲得するも負傷に悩まされたことで度々出場機会を逃すことになった。そのような状況下にありながらも、UEFAチャンピオンズリーグ 2004-05で準決勝進出に貢献するなどの活躍を見せたことでFCシャルケ04やバイヤー・レバークーゼン等のドイツ1部のクラブを含め数々のクラブから関心を寄せられた。
2005年7月15日に移籍金150万ユーロでイタリア1部のジェノアCFCと契約を締結するも、ジェノアが昨季2部にいた際の八百長疑惑が浮上し、最終的に有罪となりイタリアサッカー連盟から3部降格の制裁を受けたことで白紙となったため、2005-06シーズンもPSVへ残留することとなった。

### ブラックバーン
2006年8月23日に移籍金200万ポンドでイングランド1部のブラックバーン・ローヴァーズFCと2年+1年契約を締結。初出場を飾った27日のチェルシーFC戦（ホーム0-2敗北）では、後半早々にジョン・テリーへのファウルからPKを与え、それをフランク・ランパードに決められると、さらにディディエ・ドログバに振り切られ失点するなど直接的な敗因となってしまった。次のシェフィールド・ユナイテッドFC戦 (0-0) とUEFAカップ2006-07のレッドブル・ザルツブルク戦でも不安定さを見せたことで批判された。マーク・ヒューズ監督が批判に対し擁護する中で迎えたマンチェスター・シティFC戦（ホーム4-2勝利）でオウンゴールを献上してしまった。10月4日には、PSVがブラックバーンからの最初のオファーを拒否する行動に出なければ、意地になりボイコットすることもなく残留していただろうと現状の不満を吐露することもあったが、その後は、新天地に馴染み地位を確立していった。しかし、リーグ戦出場20試合目となる2007年1月20日のマンチェスター・シティ戦（アウェイ勝利）で相手FWのベルナルド・コッラーディと縺れた際に腓骨の骨折と足首の靭帯を負傷したことでシーズン残りの欠場が決定した。
それまでの活躍が認められ、契約の際に付随していた1年延長のオプションが2008年2月27日に行使された。8月16日にエヴァートンFCとの2008-09シーズン開幕戦（3-2勝利）で94分に移籍後初得点、2009年4月4日のトッテナム・ホットスパーFC戦（ホーム）で2得点目を記録。この決勝点はクラブを残留させるために不可欠なものとなっている。2009年3月25日にブラックバーンとの契約満了後は、5月にPSVへ復帰する旨をPSV TVに語った。

### オランダ復帰
PSV
2009年5月21日にPSVと1年契約を締結。同2009-10シーズン終了後に契約延長を望んだものの、クラブから交渉の場が設けられることなく、契約満了に伴い退団した。
アヤックス
自由移籍の身となったオーイェルは、2010年8月9日にユース時代を過ごしたアヤックスと1年契約を締結。8月21日のローダJC戦（3-0勝利）で初出場を飾り、10月30日のヘラクレス・アルメロ戦で初得点を挙げるなどマルティン・ヨル監督の下で度々起用され、トビー・アルデルヴァイレルトとコンビを組んでいた。シーズン途中にフランク・デ・ブール監督就任後は完全に控えの立場となりながらも、経験と試合に臨む姿勢が買われ、2011年5月14日に契約が1年延長された。
2012年3月13日に同2012-13シーズン終了に伴い現役引退することを発表。現役最後の試合となった5月6日のフィテッセ戦（3-1勝利）で得点を記録。この得点はアーノルド・ミューレンが持つアヤックスの最年長得点記録（37歳115日）を37歳300日で更新したものだった。

## 代表経歴

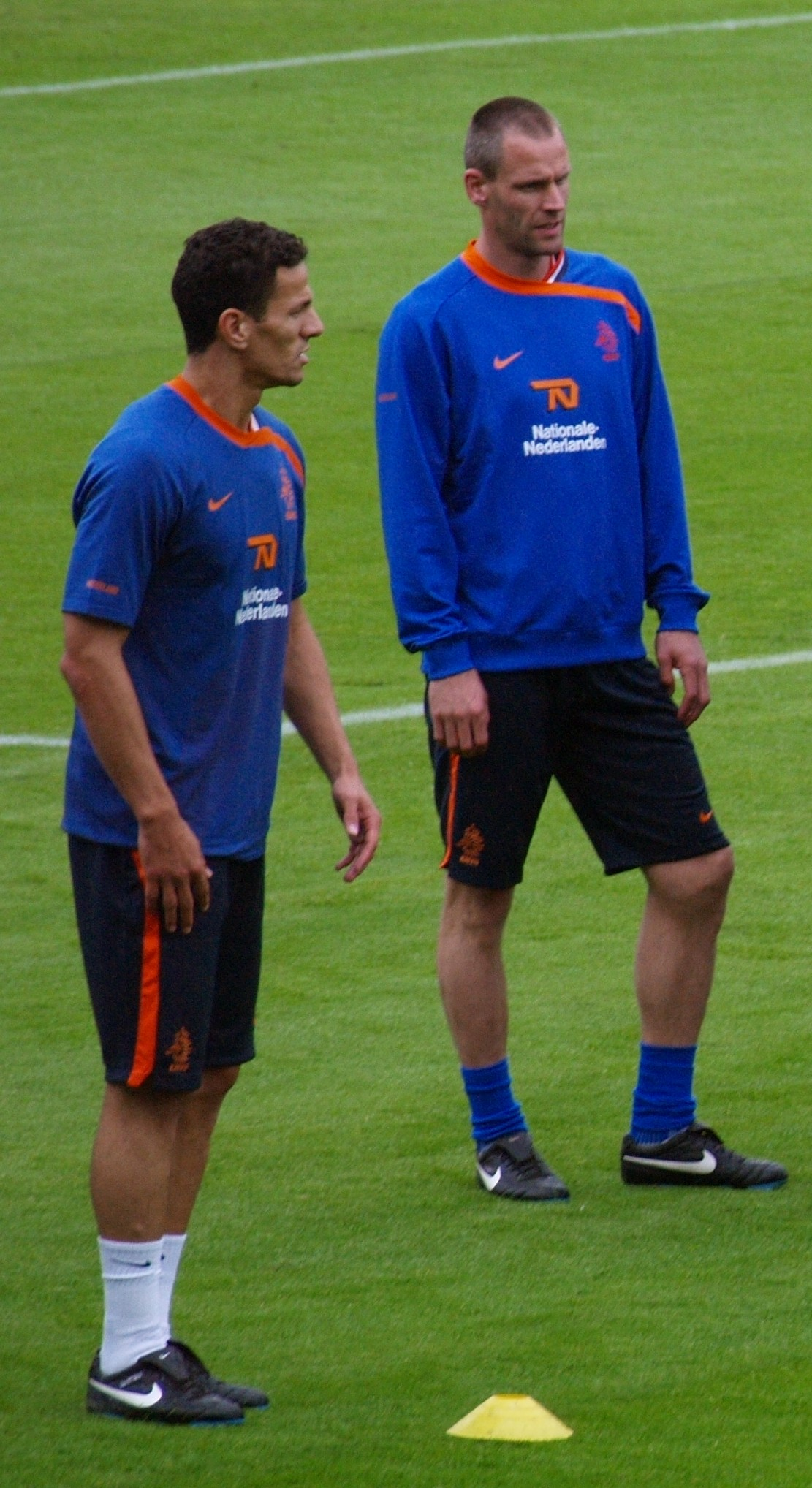
ユーロ2008へ向けて練習中のオーイェル（右）とハリド・ブラールズ

フース・ヒディンク監督の下で1998 FIFAワールドカップの一員に選出されるも、ミハエル・ライツィハーの控えという位置づけだったため出番は訪れなかった。フランク・ライカールト監督が就任後の1999年6月5日のブラジル戦 (2-2) で試合中に負傷したラィツィハーに代わり、オランダ代表初出場を飾り、以降、出番は限られながらも定期的に招集されていたが、母国で開催されたUEFA EURO 2000は落選している。2001年にライカールト監督からルイ・ファン・ハール監督が就任後は度々招集されない状況が続いたが、2003年にディック・アドフォカート監督が就任すると、出場機会が増加し、アムステルダム・アレナで行われたUEFA EURO 2004予選のスコットランド戦で得点するなど安定したパフォーマンスを披露した。しかし、UEFA EURO 2004では同じポジションでプレイするライツィハーとヨニー・ハイティンハの存在から落選した。
このように主要大会との縁がなかったものの、マルコ・ファン・バステン監督の下で2006 FIFAワールドカップの一員に選出されると、4試合中全試合に90分出場し、ようやく中心選手として活動した。UEFA EURO 2008ではグループリーグの最初の2試合と（3試合目は突破が決定したため温存）、大会敗退が決定した決勝トーナメントのロシア（1-3敗北）に出場した。ベルト・ファン・マルワイク監督の下で2010 FIFAワールドカップの一員に選出されるもハイティンハとヨリス・マタイセンの2人が全試合に先発起用されたため、当初は出番がなかったが、7月2日に準決勝のブラジル戦の開始20分前にマタイセンが負傷したことで急遽先発起用され、2-1の勝利に貢献した。

## 私生活
元オランダ代表ウィリー・ファン・デ・ケルクホフの娘ジョイス (Joyce) と結婚したことで、ウィリーとは義理の親子の関係に当たる。ジョイスとの間には2人の娘を授かり、また、オーイェルは以前の関係から2人の息子がいる。

## 代表歴

### 出場大会
- オランダ代表
  - 1998 FIFAワールドカップ
  - 2006 FIFAワールドカップ
  - 2010 FIFAワールドカップ

### 試合数
- 国際Aマッチ 55試合 3得点（1999年-2010年）[25]

| オランダ代表 | 国際Aマッチ | 国際Aマッチ |
| 年           | 出場        | 得点        |
| ------------ | ----------- | ----------- |
| 1999         | 2           | 0           |
| 2000         | 2           | 0           |
| 2001         | 1           | 0           |
| 2002         | 2           | 0           |
| 2003         | 6           | 1           |
| 2004         | 3           | 1           |
| 2005         | 1           | 0           |
| 2006         | 12          | 0           |
| 2007         | 4           | 0           |
| 2008         | 13          | 0           |
| 2009         | 7           | 1           |
| 2010         | 2           | 0           |
| 通算         | 55          | 3           |

## タイトル
クラブ
ローダJC
- KNVBカップ : 1996-97

PSVアイントホーフェン
- エールディヴィジ : 1999-2000, 2000-01, 2002-03, 2004-05, 2005-06
- KNVBカップ : 2004-05
- ヨハン・クライフ・スハール : 1998, 2000, 2001, 2003

アヤックス・アムステルダム
- エールディヴィジ : 2010-11, 2011-12